# Liste der Monuments historiques in Villeneuve-la-Comtesse
Die Liste der Monuments historiques in Villeneuve-la-Comtesse führt die Monuments historiques in der französischen Gemeinde Villeneuve-la-Comtesse auf.

## Liste der Bauwerke
| Bezeichnung                       | Beschreibung                  | Standort | Kennzeichnung | Schutzstatus | Datum | Bild           |
| --------------------------------- | ----------------------------- | -------- | ------------- | ------------ | ----- | -------------- |
| Burg                              | Erbaut im 14. Jahrhundert     | (Lage)   | PA00105300    | Inscrit      | 1949  | weitere Bilder |
| Kirche Notre-Dame de l'Assomption | Erbaut im 14./15. Jahrhundert | (Lage)   | PA00105301    | Inscrit      | 1959  | weitere Bilder |